# Militärkommando Öst (Brasilien)
Militärkommando Öst (pt: Comando Militar do Leste) är ett av Brasiliens åtta militärkommandon (ungefär motsvarande militärområde). Militärkommandots område omfattar delstaterna Rio de Janeiro, Espírito Santo och största delen av Minas Gerais (utom Triângulo Mineiro). Underställt militärkommando Öst är 1:a och 4:e militärregionerna (Região Militar) som ansvarar för fredsorganisationen, Fallskärmsinfanteribrigaden och 4:e lätta infanteribrigaden som utgör insatsförbanden, 9:e motoriserade infanteribrigaden som huvudsakligen är ett utbildningsförband, samt understöds- och säkerhetsförband. Här finns också 1:a armédivisionen som är ett kaderförband för samordning av brigadförband.
Fallskärmsinfanteribrigaden (Brigada de Infantaria Paraquedista) är ett av brasilianska arméns elitförband. Det är ett av nyckelelementen inom de strategiska insatsförbanden och kan sättas in i strid inom 48 timmar var som helst i Brasilien. 4:e lätta infanteribrigaden är specialiserade på att verka i bergsterräng och räknas även de som ett elitförband.

## Organisation

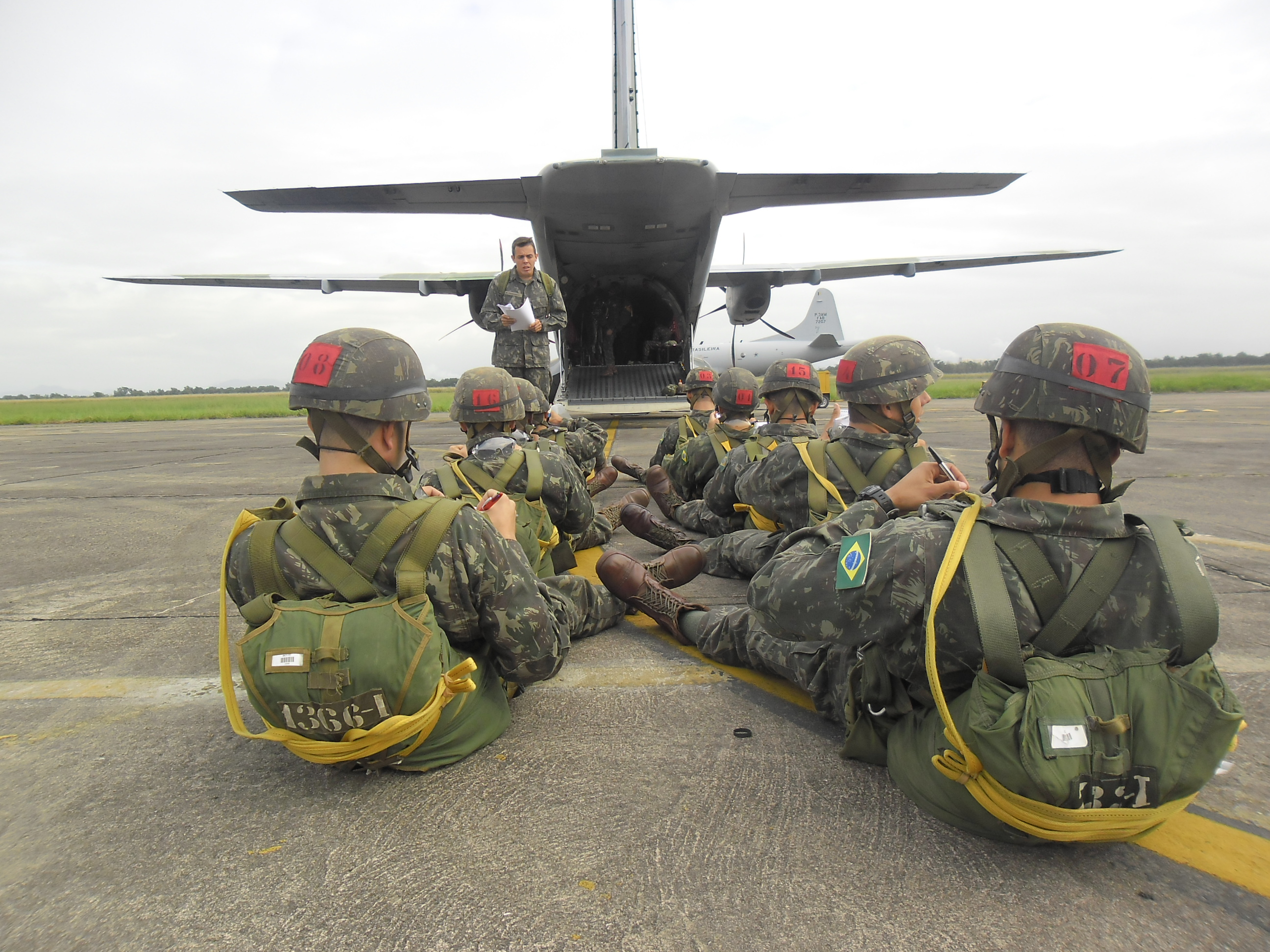
Fallskärmsinfanteribrigaden (Brigada de Infantaria Paraquedista) är ett brasilianskt elitförband som med kort varsel kan sättas in var som helst i Brasilien.

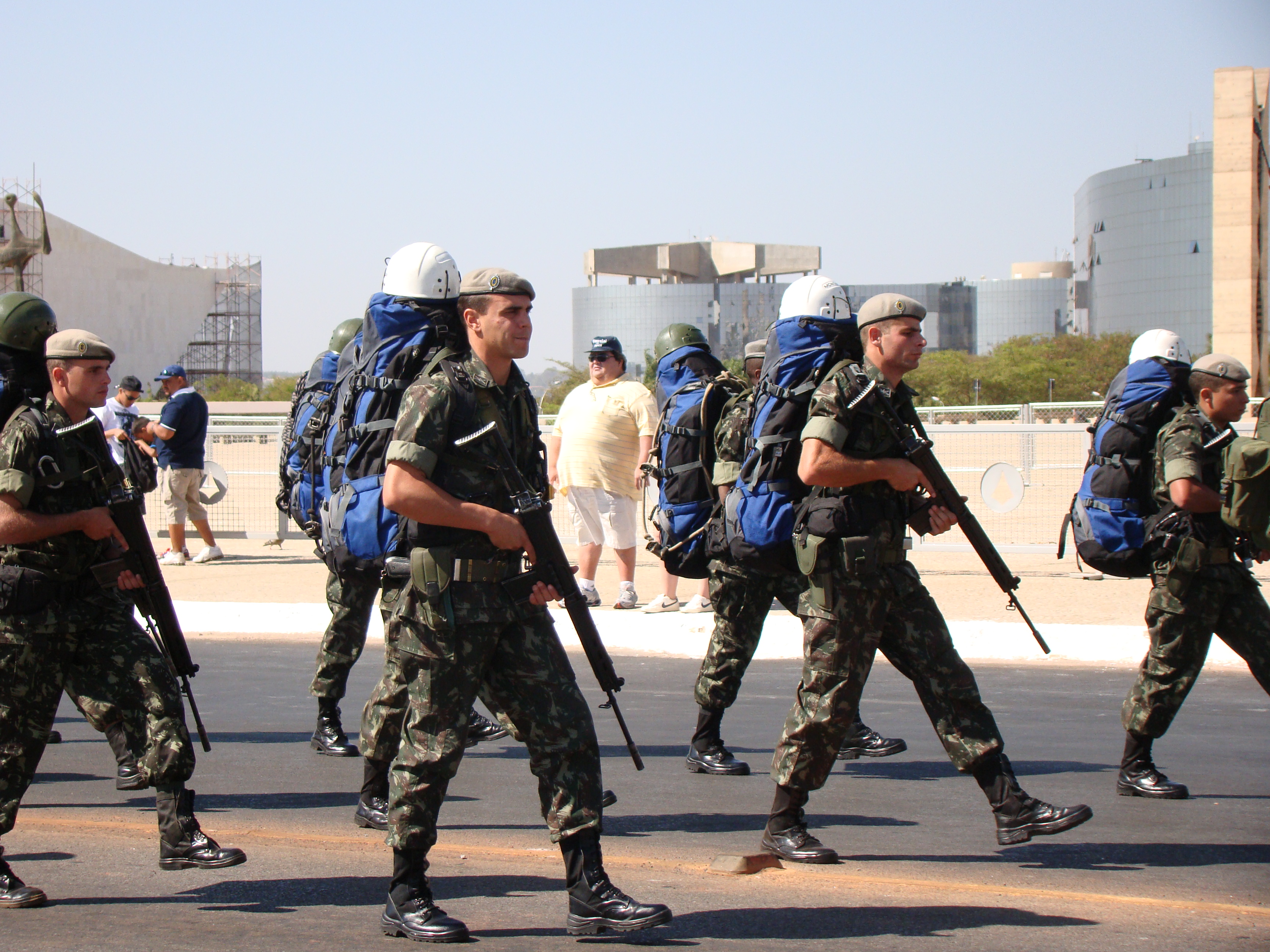
4:e bergsinfanteribrigaden är specialiserade på att verka i bergsterräng.

Militärkommando Öst (Comando Militar do Leste) – Rio de Janeiro
 1:a militärregionen (1ª Região Militar) – Rio de Janeiro
 2:a inskrivningskontoret (2ª Circunscrição de Serviço Militar) – Rio de Janeiro
 Arméns centralsjukhus (Hospital Central do Exército) – Rio de Janeiro
 Militärsjukhuset i Resende (Hospital Militar de Resende) – Resende
 Militärkliniken i Rio de Janeiro (Policlínica Militar do Rio de Janeiro) – Rio de Janeiro
 Militärkliniken i Niterói (Policlínica Militar de Niterói) – Niterói
 Militärkliniken i Praia Vermelha (Policlínica Militar da Praia Vermelha) – Rio de Janeiro
 Arméns biologiska institut (Instituto de Biologia do Exército) – Rio de Janeiro
 Arméns kemiska och farmakologiska laboratorium (Laboratório Químico e Farmacêutico do Exército) – Rio de Janeiro
 Södra militärprefekturen (Prefeitura Militar da Zona Sul) – Rio de Janeiro
 Praia Vermelhas militärprefektur (Prefeitura Militar da Praia Vermelha) – Praia Vermelha
 4:e militärregionen (4ª Região Militar) – Belo Horizonte
 36:e mekaniserade infanteribataljonen (36º Batalhão de Infantaria Mecanizado) – Uberlândia
 12:e infanteribataljonen (12º Batalhão de Infantaria) – Belo Horizonte
 55:e infanteribataljonen (55º Batalhão de Infantaria) – Montes Claros
 11:e pionjärbataljonen (11º Batalhão de Engenharia de Combate) – Araguari
 4:e armépoliskompaniet (4ª Companhia de Polícia do Exército) – Belo Horizonte
 11:e inskrivningskontoret (11ª Circunscrição do Serviço Militar do Exército) – Belo Horizonte
 12:e inskrivningskontoret (12ª Circunscrição do Serviço Militar do Exército) – Juiz de Fora
 13:e inskrivningskontoret (13ª Circunscrição do Serviço Militar do Exército) – Três Corações
 Garnisonssjukhuset i Juiz de Fora (Hospital da Guarnição de Juiz de Fora) – Juiz de Fora
 Militärhögskolan i Juiz de Fora (Colégio Militar de Juiz de Fora) – Juiz de Fora
 Sergeantskolan (Escola de Sargentos das Armas) – Três Corações
 1:a armédivisionen (1ª Divisão de Exército) – Rio de Janeiro
 1:a divisionsartilleriet (Artilharia Divisionária da 1ª Divisão de Exército) – Niterói
 11:e fältartillerigruppen (11º Grupo de Artilharia de Campanha) – Rio de Janeiro
 14:e fältartillerigruppen (14º Grupo de Artilharia de Campanha) – Pouso Alegre
 21:a fältartillerigruppen (21º Grupo de Artilharia de Campanha) – Niterói
 4:e lätta bergsinfanteribrigaden (4ª Brigada de Infantaria Leve (Montanha)) – Juiz de Fora
 10:e lätta bergsinfanteribataljonen (10º Batalhão de Infantaria Leve de Montanha) – Juiz de Fora
 11:e lätta bergsinfanteribataljonen (11º Batalhão de Infantaria de Montanha) – São João del Rei
 32:a lätta bergsinfanteribataljonen (32º Batalhão de Infantaria Leve de Montanha) – Petrópolis
 4:e lätta bergsartillerigruppen (4º Grupo de Artilharia de Campanha Leve de Montanha) – Juiz de Fora
 17:e lätta logistikbataljonen (17º Batalhão Logístico Leve) – Juiz de Fora
 4:e mekaniserade kavalleriskvadronen (4º Esquadrão de Cavalaria Mecanizado) – Santos Dumont
 4:e lätta sambandskompaniet (4ª Companhia de Comunicações Leve) – Belo Horizonte
 9:e motoriserade infanteribrigaden (9ª Brigada de Infantaria Motorizada) – Rio de Janeiro
 15:e mekaniserade kavalleriregementet (15º Regimento de Cavalaria Mecanizado) – Rio de Janeiro
 1:a motoriserade infanteribataljonen (1º Batalhão de Infantaria Motorizado) – Rio de Janeiro
 2:a motoriserade infanteribataljonen (2º Batalhão de Infantaria Motorizado) – Rio de Janeiro
 57:e motoriserade infanteribataljonen (57º Batalhão de Infantaria Motorizado) – Rio de Janeiro
 31:a fältartillerigruppen (31º Grupo de Artilharia de Campanha) – Rio de Janeiro
 25:e logistikbataljonen (25º Batalhão Logístico) – Rio de Janeiro
 9:e luftvärnsbatteriet (9ª Bateria de Artilharia Antiaérea) – Macaé
 Fallskärmsinfanteribrigaden (Brigada de Infantaria Paraquedista) – Rio de Janeiro
 25:e fallskärmsinfanteribataljonen (25º Batalhão de Infantaria Páraquedista) – Rio de Janeiro
 26:e fallskärmsinfanteribataljonen (26º Batalhão de Infantaria Páraquedista) – Rio de Janeiro
 27:e fallskärmsinfanteribataljonen (27º Batalhão de Infantaria Páraquedista) – Rio de Janeiro
 20:e fallskärmslogistikbataljonen (20º Batalhão Logístico Páraquedista) – Rio de Janeiro
 8:e fallskärmsartillerigruppen (8º Grupo de Artilharia de Campanha Páraquedista) – Rio de Janeiro
 1:a fallskärmskavalleriskvadronen (1º Esquadrão de Cavalaria Paraquedista) – Rio de Janeiro
 21:a fallskärmsluftvärnsbatteriet (21ª Bateria de Artilharia Anti-Aérea Páraquedista) – Rio de Janeiro
 Fallskärmsjägarkompaniet (Companhia de Precursores Páraquedista) – Rio de Janeiro
 1:a fallskärmspionjärkompaniet (1ª Companhia de Engenharia de Combate Páraquedista) – Rio de Janeiro
 20:e fallskärmssambandskompaniet (20ª Companhia de Comunicações Páraquedista) – Rio de Janeiro
 5:e ingenjörsgruppen (5º Grupamento de Engenharia) – Rio de Janeiro
 Ingenjörsskolan (Escola de Engenharia) – Rio de Janeiro
 4:e pionjärbataljonen (4º Batalhão de Engenharia de Combate) – Itajubá
 Logistikcentrum (Base de Apoio Logístico do Exército) – Rio de Janeiro
 Sambandsskolan (Escola de Comunicações) – Rio de Janeiro
 2:a gardeskavalleriregementet (2º Regimento de Cavalaria de Guardas) – Rio de Janeiro
 1:a gardesbataljonen (1º Batalhão de Guardas) – Rio de Janeiro
 1:a armépolisbataljonen (1º Batalhão de Polícia do Exército) – Rio de Janeiro
 2:a underrättelsekompaniet (2ª Companhia de Inteligência) – Rio de Janeiro